# Bartolomé Bravo
Bartolomé Bravo (Martín Muñoz de las Posadas, Segòvia, 1554 - Medina del Campo, Valladolid, 1607), fou un jesuïta castellà, lingüista i pedagog de la llengua llatina.

## Biografia
Professà els tres vots per a l'ingrés a la Companyia de Jesús el 1592.
Destinà la major part de la seva vida a la docència de la llengua llatina als joves seminaristes jesuïtes a Salamanca i a altres escoles de Castella.
És autor dels manuals destinats a l'ensenyament pràctic del llatí en les escoles de la Companyia, dels que se'n feren gairebé un centenar d'impressions fins al segle xix.
Les seves obres de divulgació del llatí més conegudes són: el Thesaurus verborum, el Liber de octo partium orationis constructione i el Thesaurus hispano latinus, que es publicaren fins als segles XVIII i xix.
També feu una versió compendiada i, en part, ampliada, de l'obra de Mario Nizolio.

## Obres
- Compendium Marii Nizolii siue Thesauri Marci Tulii Ciceronis..., additum dictionarium plurimarum vocum, quae in Ciceronis scriptis desiderantur, ab aliisque latinis scriptoribus ... collectae sunt, Valladolid, Jerónimo de Murillo, 1619

- Liber de conscribendis Epistolis; cum singulis cuiusque generis Epistolarum exemplaribus y Progymnasmata siue praexercitationes oratoriae, cum singulis cuiusque progymnasmatis exemplaribus, Pamplona, Tomás Porrales, 1589.

- Liber de conscribendis epistolis, ac de progymnasmatis, seu praexercitationibus Oratorijs cum singulis tum cuiusque generis Epistolarum, tum singulorum progymnasmatum exemplaribus, Segovia, Pedro Rhemense, 1591

- Liber de conscribendis epistolis, exemplaribus cuiusque generis Epistolarum; item Epistolarum libri tres quibus virtutis doctrina iuuentuti accommodata continetur, Medina del Campo, Jacobo del Canto, 1595.

- Liber de arte poetica; in quo primum de syllabarum dimensione, ac versificandi ratione agitur, deinde de optimo genere poematis, Medina del Campo, Jacobo del Canto, 1596.

- De arte oratoria ac de eiusdem exercendae ratione, tullianaque imitatione, varia ad res singular adhibita exemplorum copia libri quinque, Medina del Campo, Jacobo del Canto, 1596.

- Thesaurus verborum ac phrasium ad orationem latine efficiendam et locupletandam, Pamplona, 1590
  - Edicions en terres de parla catalana:
    - València, Joan Felip Mey, 1606.
    - Palma, Gabriel Guasp, 1607.
    - València, Pere Patrici Mey, 1608.
    - València, Benet Macé, 1621.
    - Barcelona, Sebastià Cormellas, 1626.
    - Barcelona, Pere Lacavalleria, 1627, 1628.
    - Barcelona, Sebastià Cormellas, 1635.
    - València, Jeroni Vilagrassa, 1654.
    - València, Benet Macé, 1666.
    - València, Jeroni Vilagrassa, 1672.
    - Valencia, Jaume de Bordàzar, 1698.

- Liber de octo partium orationis constructione, Medina del Campo, 1600 
  - Edicions en terres de parla catalana:
    - Barcelona, [s.n.], 1728.

- Thesaurus hispano latinus utriusque linguae dives opum, Valladolid, Bartolomé Portoles, 1654 
  - Edicions en terres de parla catalana:
    - València, Vicent Cabrera, 1705.
    - Barcelona, Rafael Figuerò, 1714.
    - Barcelona, Bartomeu Giralt, 1716.
    - Barcelona, Rafael Figuerò, 1717.
    - Barcelona, Maria Àngels Martín, 1757.
    - Barcelona, Sierra & Martí, 1791.
    - Barcelona, Joan Francesc Piferrer, 1795.
    - Barcelona, Joan Francesc Piferrer, 1807.
    - Barcelona, Sierra i Martí, 1817
    - Barcelona, Germans Joan i Jaume Gaspar, 1824.
    - Barcelona, Brosi i Ferrer, (entre 1821 i 1857).
    - Barcelona, Vídua d'Antoni Brosi, 1826.
    - Barcelona, Sierra i Martí, 1831.
    - Barcelona, Vídua d'Antoni Brosi, 1831.
    - Barcelona, Joan Francesc Piferrer, 1833.
    - Barcelona, Germans Joan i Jaume Gaspar, 1834.
    - Barcelona, Antoni i FrancescOliva, 1834.
    - Girona, Vicenç Oliva, 1843.
    - Barcelona, Vídua i fills de Sierra, 1850.